# Azriel Rosenfeld
Pour les articles homonymes, voir Rosenfeld.
Azriel Rosenfeld (1931–2004) est un chercheur américain en analyse d'image et en vision par ordinateur, né le 19 février 1931 et mort le 22 février 2004.
En son honneur, la prestigieuse conférence ICCV a donné son nom à un prix en l'honneur d'une personne dont la carrière en vision par ordinateur a été exceptionnelle et dont les contributions scientifiques ont eu un impact majeur sur le domaine,.

## Publication
- (en) Reinhard Klette et Azriel Rosenfeld, Digital Geometry: Geometric Methods for Digital Picture Analysis, Elsevier, 2004 (lire en ligne), p. 87